# Hausbüchl der Stampferin
Das Hausbüchl der Stampferin besteht aus persönlichen Aufzeichnungen und Notizen der Maria Elisabeth Stampfer, einer aus dem gehobenen Bürgertum stammenden Hausfrau und Familienmutter aus dem 17. Jahrhundert. Inhaltlich umfasst das von ihr bezeichnete Pichl den Zeitraum von 1654 bis 1694. Die Autorin beginnt ihre Aufzeichnungen dennoch erst im Jahr 1679 und schreibt anfangs zurückblickend auf die Jahre 1654–1679. Wie in einem Tagebuch hält Maria Elisabeth Stampfer sowohl familiäre Ereignisse wie Geburten, Hochzeiten und Sterbefälle, aber auch ständige Existenzbedrohungen wie Krankheiten, Brände, Hochwasser und Lawinen fest, von denen ihre Familie bedroht ist. Ebenso zentral sind die Erfolge und Rückschläge des Bergbaubetriebes ihres Mannes. Nicht zuletzt nimmt die Stampferin immer wieder Stellung zu politischen Themen, wie der Belagerung Wiens durch die Osmanen im Jahr 1683 oder dem Pfälzischen Erbfolgekrieg 1688–1697.

## Verfasserin
Die Verfasserin Maria Elisabeth Stampfer, geborene Dellatore, wurde im Februar 1638 in Graz geboren und starb am 28. November 1700 in Obervellach. Sie heiratete im Jahre 1656 den zwölf Jahre älteren Gewerken Hans Adam Stampfer, der Radmeister in Vordernberg war und ab 1666 in der Walchen bei Öblarn ein Kupferbergwerk betrieb. 1692 übernahm Hans Adam Stampfer auch in der Fragant bei Obervellach einen  Kupferbergbau. Im selben Jahr übersiedelte die Familie von Vordernberg nach Obervellach, wo Hans Adam Stampfer das Schloss Trabuschgen gekauft hatte. 1685 wurde er mit dem Prädikat von Walchenberg geadelt, was die Stampferin in ihren Aufzeichnungen nicht erwähnt. Die Familie Stampfer stellte beginnend mit dem Erfolg von Hans Adam Stampfer für über 100 Jahre eine der wichtigsten Bergbaufamilien der Steiermark dar.
Maria Elisabeth Stampfer gebar insgesamt 16 Kinder, von denen sie nur einige überlebten.

## Inhalt
Neben dem historischen und kulturhistorischen Wert der Aufzeichnungen sind es vor allem die menschliche Wärme und der mütterliche Opfersinn, die aus den Zeilen sprechen, aber auch die tief religiöse Grundhaltung einer Zeit, in der der Mensch von Natur- und Schicksalsgewalten vollkommen abhängig war, in der er Krankheiten und Unfällen oft nur mit starkem Gottvertrauen und Gottergebenheit begegnen konnte. 
Manche Formulierung wirkt heute fremdartig und veraltet, gleichwohl spricht daraus ein tiefer Lebensernst und eine unbeholfene und oft verzweifelte Suche nach Möglichkeiten zur Überwindung der schicksalhaften Schwere des Lebens. Durch die authentischen Schilderungen der Stampferin fühlt man sich manchmal wie auf in einer Zeitreise ins 17. Jahrhundert zurückversetzt.

## Ausgaben und Rezeption
Das eher zufällig erhalten gebliebene Hausbüchl geriet nach etwa 150 Jahren in Erzherzog Johanns Hände, der das von Hans Adam Stampfer erbaute Haus in Vordernberg, die dazugehörenden Huben und das Radwerk gekauft hatte. Die Nachkommen des Erzherzogs schenkten es dem Steiermärkischen Landesarchiv. 1887 veröffentlichte der Direktor dieses Archivs, der Historiker Joseph von Zahn, den Text erstmals vollständig in nahezu unveränderter Form, mit einer Einleitung und einem Glossar der Dialektausdrücke.
Der aus Vordernberg stammende Arzt und Dichter Gustav Hackl hat den Text in moderneres Deutsch übertragen, ohne dass dabei die stilistischen Eigentümlichkeiten und das Vokabular der Schreiberin zu Gänze verloren gegangen sind, und gab das Buch 1926 neu heraus. 
Maria Elisabeth Stampfers Aufzeichnungen erregten zunächst vor allem in wirtschaftlicher und regionalgeschichtlicher Hinsicht aufgrund der enormen Bedeutung der Stampferschen Bergwerksbetriebe für die Steiermark Interesse. In Hinblick auf die Frauen- und Geschlechtergeschichte wurde der Text erst ab den 1970/80er-Jahren wahrgenommen.

## Werk
- Maria Elisabeth Stampfer: Das Hausbüchl der Stampferin, einer geborenen Dellatorin, Radmeisterin zu Vorderberg, Klagenfurt 1982 (folgt der Ausgabe v. G. Hackl, Graz 1926). (ISBN 3-85378-194-2, vergriffen)